# دانشگاه گوتینگن
دانشگاه گئورگ آوگوست گوتینگن (به آلمانی: Georg-August-Universität Göttingen) که بیشتر با نام دانشگاه گوتینگن شناخته‌شده، یک دانشگاه تحقیقاتی دولتی در گوتینگن واقع در ایالت نیدرزاکسن آلمان است که در ۱۷۳۷ میلادی بنیان‌نهاده شده‌است. تاکنون ۴۷ نفر از استادان، پژوهشگران و دانش‌آموختگان این دانشگاه، در رشته‌های گوناگون جایزه نوبل گرفته‌اند.
دانشگاه گوتینگن، یکی از ده دانشگاه برتر آلمان است و در علوم انسانی، علوم پایه و پزشکی و شاخه‌های آن‌ها، شهرت و اعتبار جهانی دارد.
این دانشگاه در سال ۲۰۰۷، از سوی وزارت آموزش و پژوهش فدرال آلمان به‌عنوان دانشگاه برتر (آلمانی: Exzellenzinitiative) برگزیده‌شد. همچنین در رده‌بندی معتبر جهانی در سال ۲۰۱۰، این دانشگاه بهترین دانشگاه آلمان و هشتمین دانشگاه برتر اروپا، و میان دانشگاه‌های جهان، چهل‌وسوم شد.
تاریخ و فرهنگ گوتینگن، بیشتر بر محور دانشگاه و مسائل آن شکل گرفته است. برای نمونه می‌توان به ماجراهای هفت گوتینگنی (به آلمانی: Göttinger Sieben) و هجده گوتینگنی (به آلمانی: Göttinger Achtzehn) اشاره کرد. همچنین آداب جشن فارغ‌التحصیلی دانشجویان دکتری در این شهر نیز در نوع خود درخور توجه است.
برخی از مشهورترین ریاضی‌دانان تاریخ، مانند کارل فریدریش گاوس، برنهارت ریمان و داویت هیلبرت از استادان دانشگاه گوتینگن بوده‌اند.
در جنگ جهانی دوم، بر اساس قراردادی نانوشته، ارتش آلمان نازی از بمباران شهرهای دانشگاهی کمبریج و آکسفورد خودداری می‌کرد و نیروهای متفقین نیز دو شهر دانشگاهی گوتینگن و هایدلبرگ را هیچ‌گاه بمباران نکردند.

## دانشکده‌ها و رشته‌های برتر
۱۲ درصد دانشجویان دانشگاه گوتینگن خارجی هستند که در کنار دانشجویان آلمانی در ۸۰ رشتهٔ دانشگاهی تحصیل می‌کنند. ۸۰ رشتهٔ تحصیلی در ۱۳ دانشکده ارائه می‌شود که از میان آن‌ها می‌توان دانشکدهٔ علوم کشاورزی، پزشکی، ریاضی و علوم رایانه را نام برد.
رشته‌هایی چون زیست‌شناسی، شیمی، فیزیک، تاریخ، ریاضی، جامعه‌شناسی و دندان‌پزشکی از جمله رشته‌های مطرح در دانشگاه گوتینگن هستند که در رتبه‌بندی‌های بین‌المللی نیز از جایگاه مناسبی برخوردارند.
از دیگر ویژگی‌های دانشگاه گوتینگن، می‌توان به کتابخانهٔ آن اشاره کرد که با بیش از چهارمیلیون کتاب و مجله، از مجهزترین کتابخانه‌های آلمان به‌شمار می‌رود و در سال۲۰۰۲ نیز کتابخانه سال آلمان شد.

## پژوهش‌های ایران‌شناسی
رشتهٔ شرق‌شناسی دانشگاه گوتینگن، در میانه قرن ۱۸ میلادی بنیان نهاده‌شد و رشتهٔ ایران‌شناسی از ۱۹۰۳ میلادی در چند مقطع تحصیلی در این دانشگاه تدریس می‌شود. این دانشگاه در حال حاضر انستیتوهای ایران‌شناسی، شرق‌شناسی قدیم، باستان‌شناسی مصر، اسلام‌شناسی، زبان و ادبیات عربی و خط میخی دارد. ۱۹۰۳ میلادی، فردریش کارل آندریاس که روی زبان‌های ایرانی در تاریخ و دین ایران باستان کار می‌کرد، رئیس دانشکده بود و ۱۹۳۷، پروفسور والتر هینتس، مدیر کرسی تدریس تاریخ خاورمیانه شد. او در ایران‌شناسی، به‌ویژه دربارهٔ هخامنشیان و صفویان پژوهش می‌کرد. اما به‌سبب گرایشش به نژادپرستی پس‌از جنگ جهانی دوم از تدریس کنار گذاشته‌شد و ۱۹۴۶، ادامهٔ تدریس ایران‌شناسی به هانس هاینریش شدر سپرده‌شد. او در چندین موضوع پژوهشی، مانند دین و فیلولوژی ایرانی کار می‌کرد. از میان آثار او می‌توان چند رساله دربارهٔ اثر دیوان حافظ بر شاعر بزرگ آلمان، گوته، و کتاب معروف او، دیوان غربی- شرقی را برشمرد. پس از درگذشت شدر، والتر هینتس دوباره سرپرست انستیتوی ایران‌شناسی شد. او سپس انستیتوی باستان‌شناسی را برای تحقیقات بیشتر در منطقهٔ ایران، در دانشگاه گوتینگن بنا نهاد. در این انستیتو که ۱۹۷۲ میلادی تأسیس شد و کلاوس شیپمان مدیرش بود، تحقیقات باستان‌شناسی گسترده‌ای آغاز شد که مهم‌ترین آن‌ها در زمینهٔ پارت‌ها و تاریخ ساسانیان بود و متون گوناگونی به چاپ رسید. بعد از بازنشستگی شیپمان، به‌سبب کمبود بودجه، این انستیتو تعطیل‌شد.
تعطیل شدن این انستیتو، شکستی بزرگ در پژوهش‌های باستان‌شناسی و ایران‌شناسی بود. ۱۹۷۵ میلادی، دیوید نیل مکنزی مدیر انستیتو شد. او به‌ویژه در زمینهٔ فارسی میانه و زبان کردی کار می‌کرد. او ۱۹۹۴ میلادی بازنشسته شد و بعد از دو سال فیلیپ کرینبروک مدیر انستیتوی ایران‌شناسی شد و تحقیقاتش را در زمینهٔ دین زرتشت و ادبیات فارسی قدیم و معاصر ایران و به‌ویژه عرفان مولانا در دانشگاه گوتینگن دنبال‌کرد.

## استادان برجسته
از استادان مشهور این دانشگاه، افراد زیر را می‌توان نام برد:

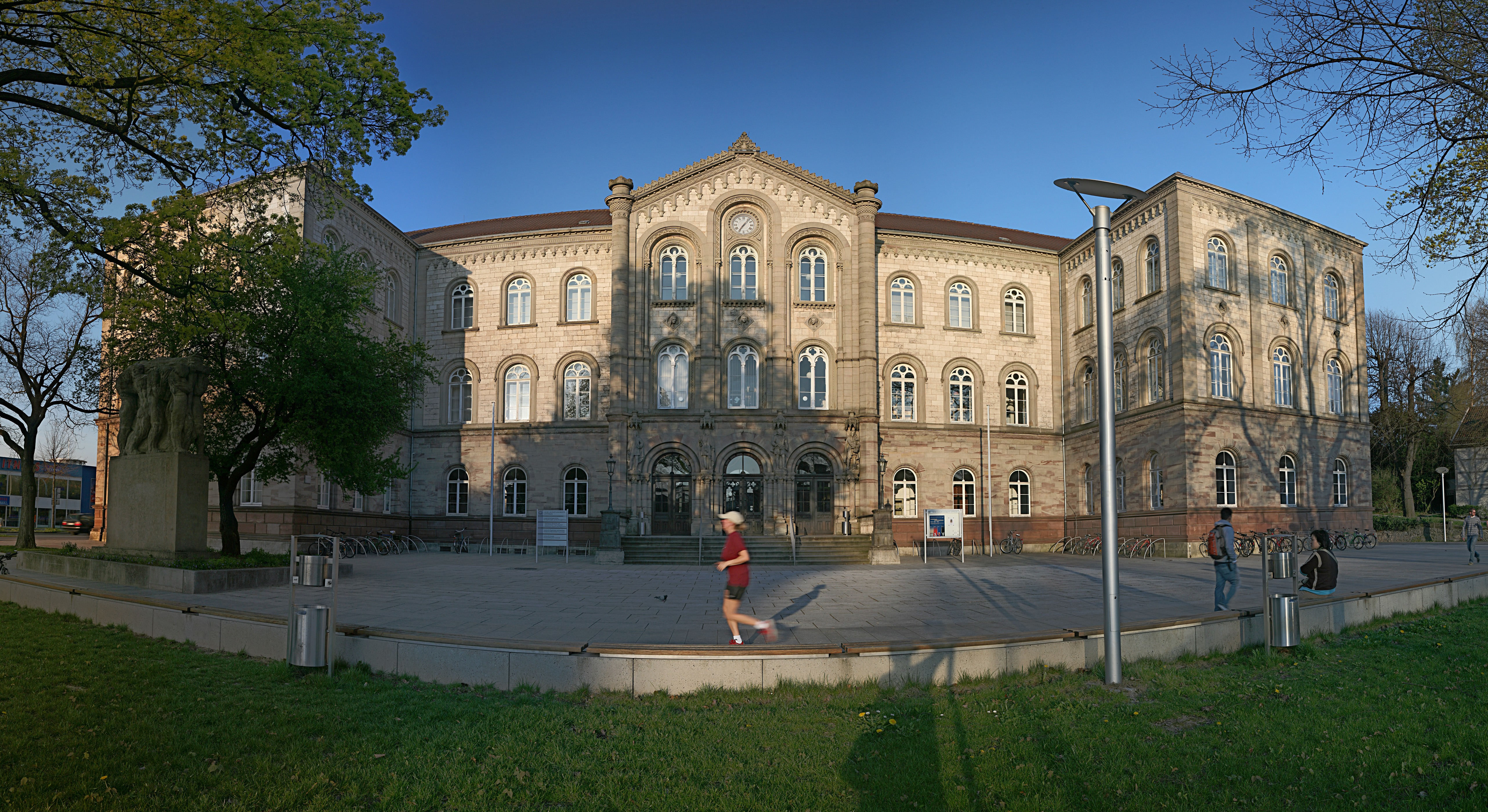

- کارل فریدریش گاوس
- برنهارت ریمان
- داوید هیلبرت
- یوهان پتر گوستاف لوژون دیریکله
- ماکس بورن
- روبرت اوپنهایمر

- ماکس پلانک
- والتر نرنست
- فریدریش وهلر
- هاینریش هاینه
- برادران گریم
- آرتور شوپنهاوئر
- اتو فون بیسمارک
- گرهارد شرودر
- ماکس وبر
- یورگن هابرماس
- جان فون نویمان

## نگارخانه

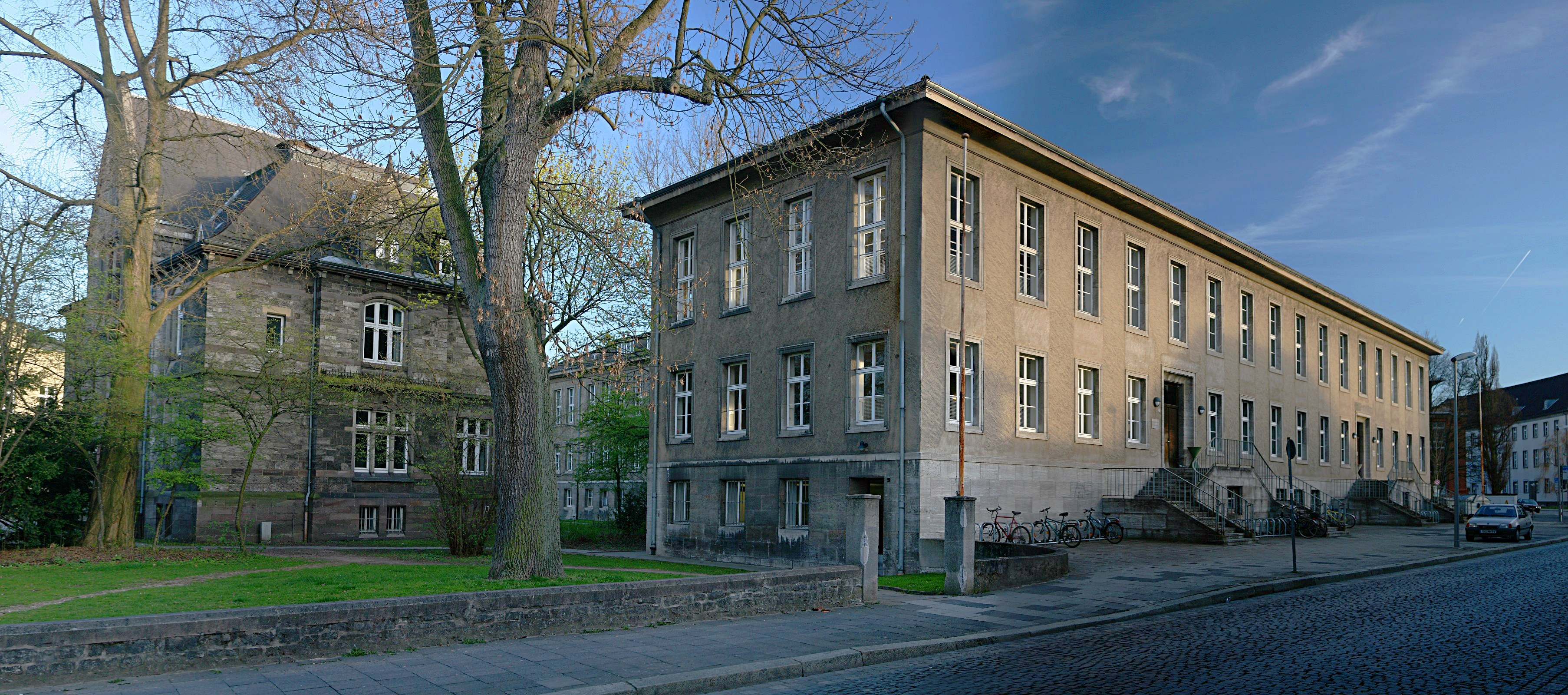
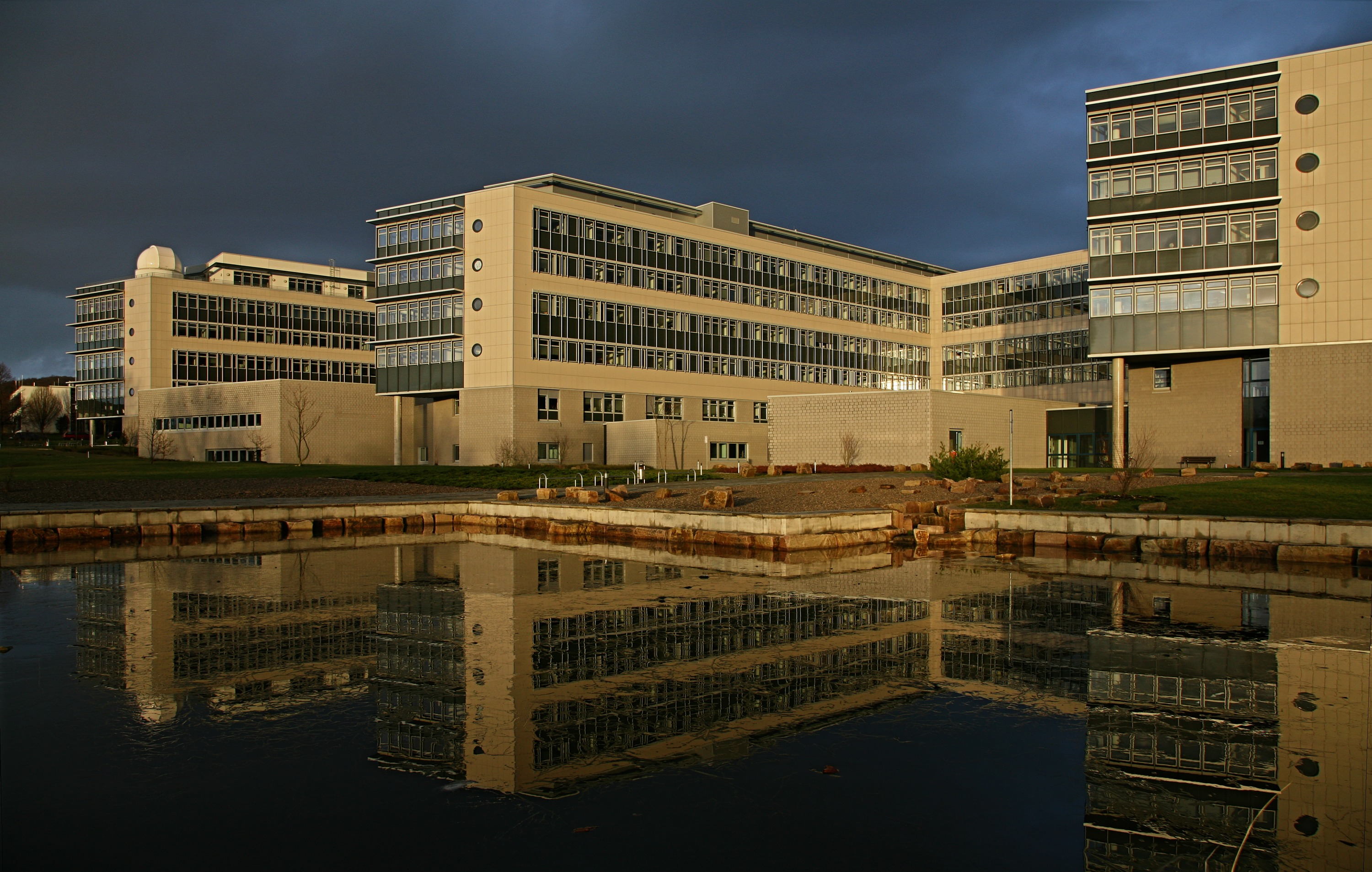
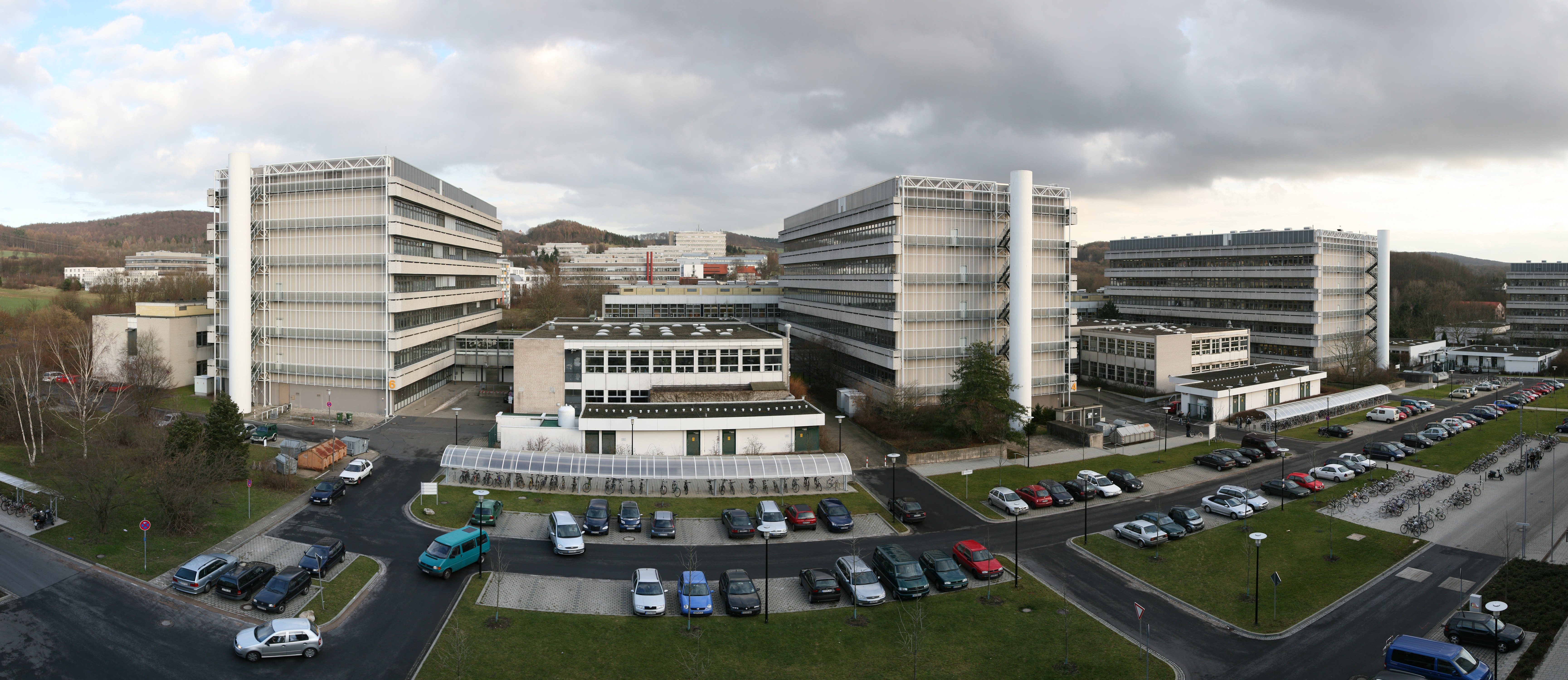
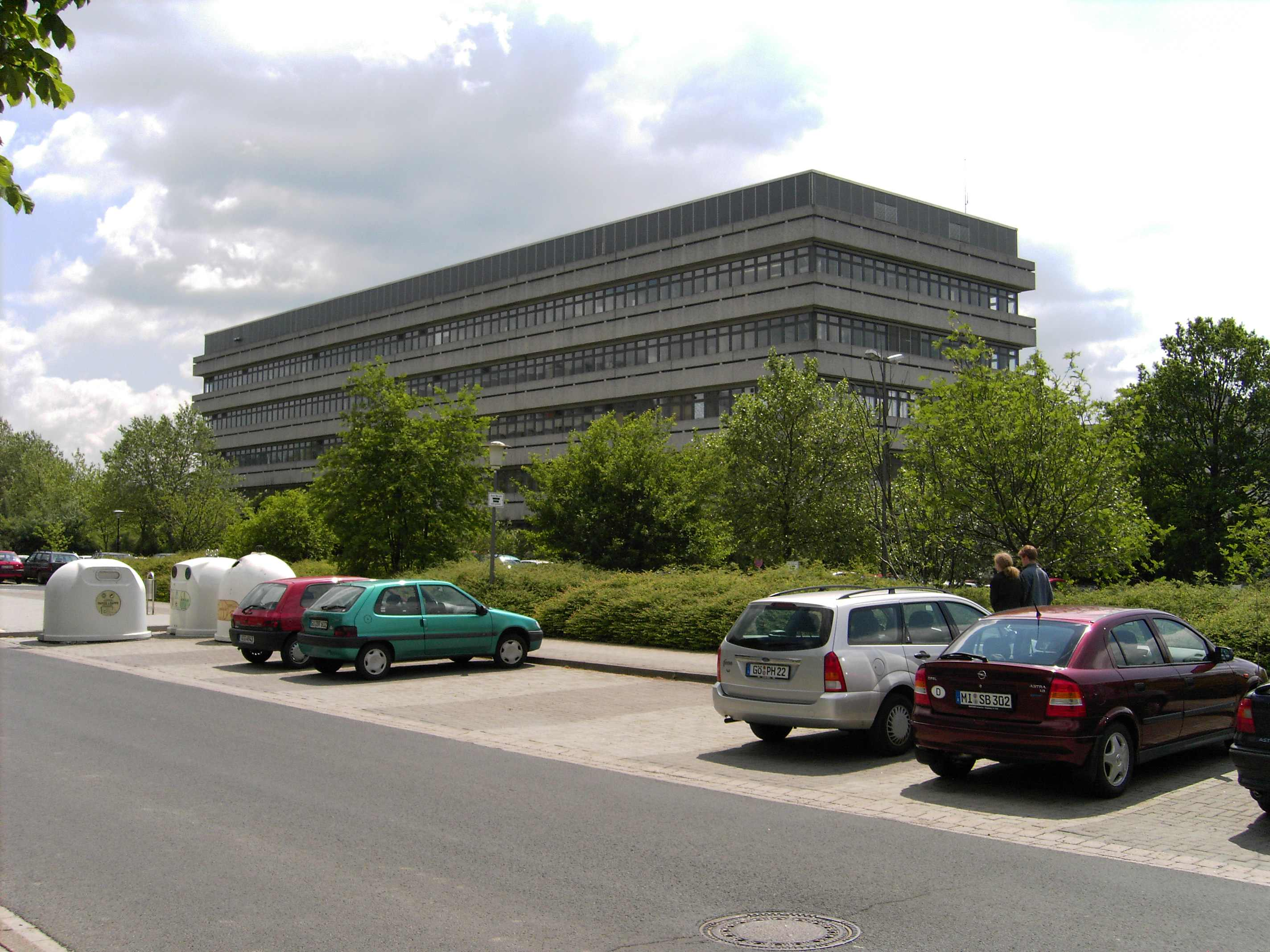
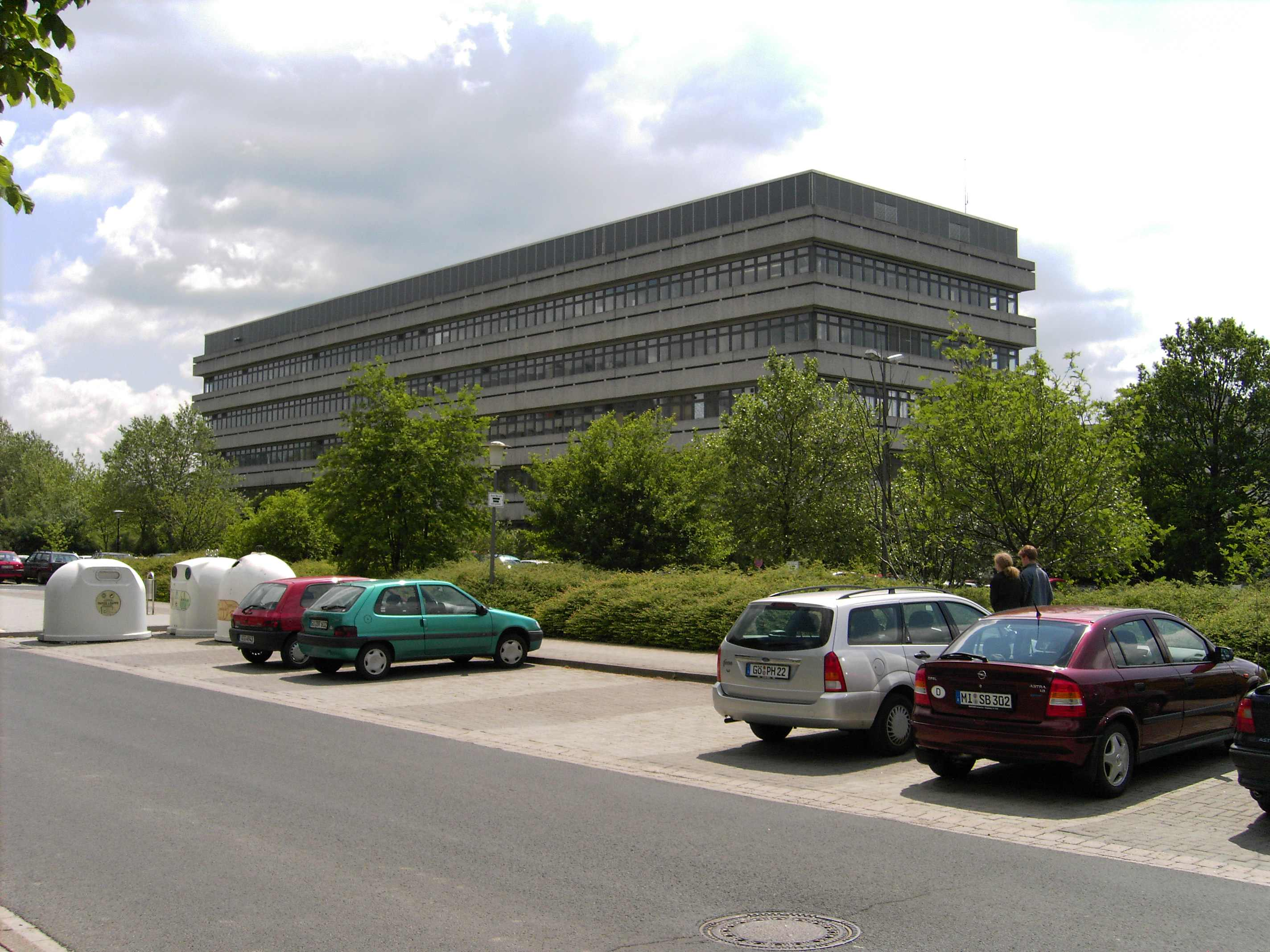
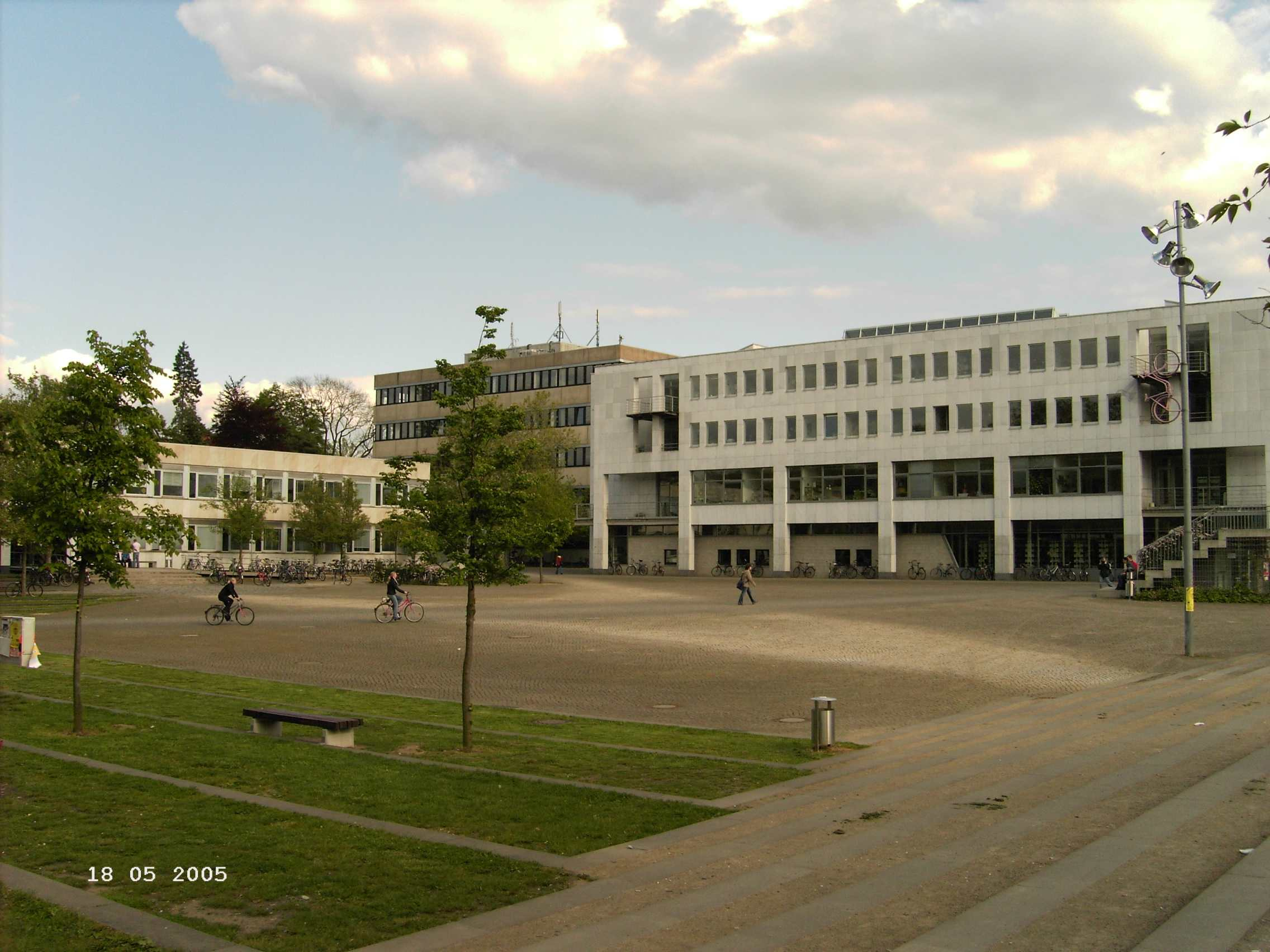